# Publi Rupili
Publi Rupili (en llatí Publius Rupilius P. F. P. N.) va ser un magistrat romà. Formava part de la gens Rutília o Rupília, una antiga família romana d'origen plebeu.
Va ser elegit cònsol el 132 aC junt amb Publi Popil·li Laenes, després de l'assassinat de Tiberi Grac. Va perseguir als amics i partidaris de Grac amb la màxima crueltat. El mateix any va ser enviat a Sicília contra els esclaus revoltats i va acabar amb la guerra servil i al seu retorn a Roma va obtenir els honors del triomf.
Va tornar a Sicília com a procònsol l'any 131 aC. Amb deu comissaris nomenats pel senat va fer diverses regulacions sobre el govern de la província que es van recopilar amb el nom de Lex Rupilia, encara que no era pròpiament una llei, sinó un text semblant a un reglament.
Durant el tribunat de Gai Grac, va ser condemnat junt amb el seu antic col·lega Popili Laenes, per les seves cruels persecucions contra els amics de Tiberi Grac. Va ser íntim amic d'Escipió Africà el jove que el va ajudar a ser elegit cònsol, però no va poder fer el mateix pel seu germà Luci Rupili. Es va dir que aquest fet li va produir un disgust molt fort, del qual va morir. No obstant això, devia influir molt la seva condemna a instància de Gai Grac.